# Invasionen af Tulagi (maj 1942)
 For alternative betydninger, se Slaget om Tulagi og Gavutu-Tanambogo. (Se også artikler, som begynder med Slaget om Tulagi og Gavutu-Tanambogo)

Invasionen af Tulagi den 3. – 4. maj 1942 var en del af Operation Mo, som var Kejserriget Japans strategi i det sydlige og sydvestlige Stillehav i 1942. Planen indebar, at japanske marinesoldater skulle erobre Tulagi og de omkringliggende øer i Salomonøernes protektorat. Japanernes besættelse af Tulagi havde til formål at dække flanken og give rekognosceringsstøtte til de japanske styrker, som trængte frem mod Port Moresby på Ny Guinea, give større dybde i forsvaret for den store japanske base i Rabaul, og fungere som base for japanske styrker, der kunne true og afbryde forsynings- og kommunikationsforbindelserne mellem USA og Australien og New Zealand.
Uden midler til effektivt at kunne modstå den japanske offensiv i Salomonøerne valgte den britiske kommissær for protektoratet Salomonøerne og de få australske tropper at evakuere øen lige inden de japanske tropper ankom den 3. maj. Den næste dag angreb en amerikansk hangarskibsstyrke, som var på vej til imødegå de japanske styrker, som rykkede frem mod Port Moresby (hvilket resulterede i Slaget i Koralhavet), den japanske landgangsstyrke på Tulagi fra luften og ødelagde eller beskadigede adskillige japanske skibe og fly, som var involveret i landsætningerne. Trods det lykkedes det japanske tropper at besætte Tulagi og begynde at bygge en lille flådebase.
I løbet af de følgende måneder etablerede japanerne et tankanlæg til flåden, kommunikationsanlæg og en base for rekognosceringsflyvebåde på Tulagi og de nærliggende småøer Gavutu og Tanambogo, og i juli 1942 begyndte de at bygge en stor flyveplads på den nærliggende ø Guadalcanal. De japanske aktiviteter på Tulagi og Guadalcanal blev fulgt af allierede rekognosceringsfly og australske kystobservatører, som var stationeret i området. På grund af at disse aktiviteter udgjorde en trussel mod de allierede forsynings- og kommunikationslinjer i det sydlige stillehav gik allierede styrker til modangreb med landsætninger på Guadalcanal og Tulagi den 7. august 1942, hvilket blev indledningen til slaget om Guadalcanal og en række andre slag mellem allierede og japanske styrker, som sammen med felttoget på Ny Guinea fik afgørende betydning for krigens forløb i det sydlige stillehav.

## Baggrund
Den 7. december 1941, angreb japanerne den amerikanske stillehavsflåde i Pearl Harbor på Hawaii. Angrebet beskadigede de fleste af den amerikanske stillehavsflådes slagskibe og udløste en formel amerikansk krigserklæring mod Japan. Ved at indlede denne krig forsøgte de japanske ledere at neutralisere den amerikanske flåde, sikre sig besiddelser, som havde store naturrigdomme og opnå strategiske baser, der kunne forsvare deres vidtstrakte imperium. Umiddelbart efter angrebet sluttede andre lande — såsom Storbritannien, Australien og New Zealand—sig til amerikanerne som allierede i krigen mod Japan. Som det stod i den japanske kombinerede flådes ”hemmelige ordre nummer et” af 1. november 1941 var målet for de indledende japanske operationer i den kommende krig at "(fordrive) britiske og amerikanske styrker fra Hollandsk Ostindien og Filippinerne (samt) at skabe en politik for autonom selvforsyning og økonomisk uafhængighed." Til støtte for disse mål angreb og erobrede japanske styrker i de første måneder af 1942 Filippinerne, Thailand, Malaya, Singapore, Hollandsk Ostindien, Wake Island, New Britain, Gilbert-øerne og Guam.
Viceadmiral Shigeyoshi Inoue—chefen for den 4. japanske flåde (også kaldet Sydhavsflåden), der bestod af de fleste flådeenheder i det sydlige stillehav — talte for erobring af Lae, Salamaua og Port Moresby på Ny Guinea og Tulagi på Salomonøerne. Inoue mente at erobring og kontrol over disse områder ville give større sikkerhed for den store japanske base i Rabaul på New Britain. Den japanske flådes generalstab godkendte Inoues argumenter og begyndte at planlægge yderligere operationer, hvor disse steder skulle bruges til støttepunkter ved erobring af Nauru, Ocean Island, Ny Caledonien, Fiji og Samoa og derved afskære forsyningslinjerne mellem Australien og USA, med henblik på reducere eller fjerne Australien som en trussel mod de japanske stillinger i det sydlige stillehav.
Den japanske hær støttede tanken om at erobre Port Moresby og i april 1942 udviklede den sammen med flåden en angrebsplan, som fik betegnelsen "Operation Mo". Planen omfattede også erobring af Tulagi, en lille ø i de sydlige Salomonøer, hvor der kunne etableres en base for vandfly, der kunne forøve angreb op allierede områder og styrker i det sydlige stillehav. Selv om den japanske admiral Isoroku Yamamoto—chefen for den kombinerede flåde—samtidig planlagde en operation, som han håbede kunne lokke den amerikanske stillehavsflåde ud i et afgørende slag i det centrale stillehav, afgav han nogle af sine store enheder som støtte for Mo operationen og satte Inoue i spidsen for flådens andel af operationen.
En stor styrke bestående af to store hangarskibe, et mindre hangarskib et flyvebådshangarskib, 9 krydsere og 13 destroyere – opdelt i flere eskadrer – skulle dække den japanske konvoj, der skulle gå i land ved Port Moresby og angribe alle allierede krigsskibe, som nærmede sig for at imødegå invasionen. Tulagi invasionsstyrken bestod af destoryerne ”Kikuzuki” og ”Yūzuki”, minelægger/transportskibene ”Okinoshima” og ”Kōei Maru”, hjælpeminestrygerne Wa #1, Wa #2 samt transportskibene Hagoromo Maru, Noshiro Maru #2, Tama Maru og Azumasan Maru, foruden undervandsjagerne Toshi Maru #3 og Tama Maru #8. Den var under kommando af kontreadmiral Kiyohide Shima (stander på Okinoshima) og afsejlede fra Rabaul den 30. april med kurs mod Salomonøerne. Kontreadmiral Aritomo Gotō sørgede for luftstøtte under Tulagi invasionen med sin dækningsgruppe med et hangarskib ”Shōhō”, fire krydsere og en destroyer, som lå lige vest for de centrale Salomonøer. En separat dækningsstyrke (som nogle gange omtales som Tulagi Support Group)— under kommando af kontreadmiral Kuninori Marumo og bestående af to lette krydsere, flybådstenderen ”Kamikawa Maru” og tre kanonbåde — sluttede sig til dækningsstyrken til støtte for Tulagiinvasionen. Så snart Tulagi var sikret den 3. eller 4. maj skulle dækningsgruppen og dækningsstyrken sejle videre for at hjælpe til med at dække invasionen ved Port Moresby.
På det tidspunkt var Tulagi hovedstad i protektoratet som omfattede alle øerne i Salomonøerne undtagen Bougainville og Buka. William Sydney Marchant, den britiske kommissær på Salomonøerne og leder af de lokale forsvarsstyrker —som af historikeren Walter Lord blev beskrevet som en "forundret ældre englænder"— ledede evakueringen af de fleste civile hvide til Australien i februar 1942. Marchant blev evakueret til Malaita den følgende måned.
De eneste allierede militærstyrker på Tulagi var 24 australske kommandosoldater under kaptajn A. L. Goode, og omkring 25 mand fra 11. eskadrille i det australske luftvåben under flyveofficer R. B. Peagam som opererede en flyvebådsbase på den nærliggende Gavutu-Tanambogo med fire PBY Catalinaer. Tre allierede kystobservatører befandt sig på den nærliggende ø Guadalcanal. Kystobservatørernes opgave bestod i at rapportere fjendtlige bevægelser og mistænkelige aktiviteter, som de observerede i nærheden af deres observationsposter. Da det muligvis kunne forhindre, at de blev henrettet for spionage, var alle kystobservatørerne udnævnt til reserveofficerer og de blev ledet af Lieutenant Commander Eric Feldt, som befandt sig i Townsville i Australien.
I det meste af april gennemførte japanerne ”planløse” bombeangreb på Tulagi med fly fra Rabaul, som forårsagede lidt eller ingen skade. Kystobservatørerne på Guadalcanal kunne i reglen udsende advarsler til de australske tropper på Tulagi om japanske fly, som nærmede sig, men tropperne havde ikke tilstrækkelig ildkraft —tre Vickers maskingeværer og en Bren maskingevær—til for alvor at kunne udfordre de japanske bombefly. Den 25. april blev Tulagi bombarderet af 8 japanske fly. Tilsvarende angreb forekom dagligt i den følgende uge, og et angreb den 1. maj beskadigede en af Catalinaerne på Gavutu alvorligt. De resterende Catalinaer blev evakueret samme dag.
Allierede efterretningsfolk havde dechifreret en stor del af de japanske Mo planer gennem aflytning af radiosignaler på det allierede radioefterretningscenter i Melbourne i Australien og i Pearl Harbor på Hawaii. På grundlag af disse efterretninger gav den amerikanske admiral Chester Nimitz, som havde base i Pearl Harbor allierede styrker ordre til at sejle til området ved Koralhavet for at afskære den japanske operation Mo. Den 27. april afsejlede det amerikanske hangarskib USS Yorktown med sin eskorte og under kommando af viceadmiral Frank Jack Fletcher fra Tonga og fik følgeskab af det amerikanske hangarskib USS Lexington 300 sømil nordvest for Ny Caledonien den 1. maj. Samme dag sendte Fletcher Lexington og dens eskorte af sted for at bunkre, men regnede med at mødes med den igen den 4. maj på et forud bestemt sted i Koralhavet.

## Landsætninger og luftangreb
Den 2. maj rapporterede kystobservatøren Jack Read på Bougainville, at en stor styrke japanske skibe, som mentes at være en del af den japanske invasionsstyrke til Tulagi var afsejlet fra Buka området. Senere samme dag observerede og rapporterede kystobservatøren D. G. Kennedy på New Georgia en stor japansk eskadre på vej mod de sydlige Salomonøer. Kort efter beordrede Goode og Peagam—som forventede, at japanerne ville angribe med en overvældende styrke, igangsættelse af en forud planlagt evakuering, og begyndte at ødelægge deres udstyr og faciliteter på Tulagi og Gavutu-Tanambogo. De australske lufttropper og commandosoldater gik ombord på to små skibe tidligt om morgenen den 3. maj for at begynde turen til Vila i Ny Hebriderne, netop som Shimas skibe sejlede ind i Savosundet for at indlede deres landgang på Tulagi. Skibet med lufttropperne tilbragte dagen sammen med kystobservatør og distriktsofficer i protektoratet Martin Clemens ved Aola på Guadalcanal og afsejlede om aftenen.
De japanske landsætninger blev støttet af flydeplaner fra Kamikawa Maru, som midlertidigt havde base i Thousand Ships Bay ved Santa Isabel. Omkring 400 japanske marinesoldater — fortrinsvis fra 3. Kure special marinelandgangsstyrke— gik i land fra transportportskibe for straks at begynde at bygge faciliteter på Tulagi og Gavutu-Tanambogo. Fly fra Shōhō dækkede landgangen indtil tidligt på eftermiddagen, hvor Gotō's satte kurs mod Bougainville for at bunkre olie som forberedelse til at støtte landsætningerne ved Port Moresby. Så snart de japanske tropper var gået i land, landede seks flyveplaner i havnen på Tulagi som led i etableringen af en planlagt plydeplanbase der.
Kl. 17 den 3. maj fik Fletcher meddelelse om at den japanske Tulagi invasionsstyrke var blevet sigtet den foregående dag på vej mod de sydlige Salomonøer. Da den ikke kunne signalere til Lexington styrken på grund af behovet for at opretholde radiotavshed, sejlede Yorktown styrken alene mod Guadalcanal for at være i stilling til at kunne gennemføre luftangreb mod de japanske styrker på Tulagi den næste morgen.
Kl. 7.01 den 4. maj afsendte Yorktown en første angrebsbølge bestående af 12 TBD Devastator torpedobombefly og 28 SBD Dauntless styrtbombefly fra en position omkring 160 km syd for Guadalcanal. Flyene indledte deres angreb på Shimas skibe, som lå for anker ved Tulagi kl. 8.50, og blev totalt overrasket. Okinoshima og de to destroyere var placeret så de kunne udgøre en beskyttende barriere for Azumasan Maru og Kōei Maru som havde travlt med at landsætte tropper og materiel. De tre minestrygere var netop afsejlet for at støtte invasionen ved Port Moresby og var stadig nærTulagi. Selv om de amerikanske piloter i den første bølge hævdede at de havde ramt mange af de opankrede skibe med bomber og torpedoer, ramte de rent faktisk kun Okinoshima, som fik mindre skader og Kikuzuki, som fik store skader. Kikuzuki blev med assistance fra en af ubådsjagerne sat på grund på Gavutu i et forsøg på at undgå at den sank. I mellemtiden lettede alle de andre skibe anker og forsøgte at undslippe fra havnen. Et amerikansk styrtbombefly ødelagde en japansk Mitsubishi F1M2 "Pete" flyvebåd, som forsøgte at lette under angrebet.
Det andet angreb fra Yorktown —udført af de samme fly— begyndte kl. 12.10 mod de japanske skibe, hvor af mange i fuld fart forsøgte at slippe væk fra Tulagi havn. Det andet andre sænkede minestrygerne #1 and #2 og beskadigede alvorligt Tama Maru nordøst for Savoøen. Et andet japansk flydeplan blev skudt ned af et amerikansk styrtbombefly under det andet angreb. Da fire F4F-4 Wildcat jagere fra Yorktown sluttede sig til angrebet nedskød jagerne yderligere to japanske flydeplaner over Floridaøerne. De fire amerikanske jagere beskød derpå Yūzuki, dræbte kaptajnen og ni andre fra besætningen og påførte skibe moderate skader. To eller tre andre japanske flydeplaner blev beskadiget i Tulagi havn og deres besætninger dræbt.
Et tredje mindre angreb fra Yorktown blev indledt kl. 15.30 og forårsagede nogle skader på Azumasan Maru og Okinoshima. En af TBD'erne i det tredje angreb for vild, løb tør for brændstof og landede på havet omkring 60 km syd for Guadalcanal. To Wildcats i det andet angreb løb også tør for brændstof og nødlandede på sydkysten af Guadalcanal. Fletcher sendte destroyerne USS Hammann og Perkins af sted for at redde besætningerne fra de tre fly. Hammann opsamlede de to jagerpiloter, men Perkins kunne ikke lokalisere TBD flyets besætning. Begge destroyere vendte tilbage til Yorktown styrken sent om aftenen da styrken satte kurs mod sydøst for at bunkre og mødes med Lexington den følgende dag.

## Efterspil
Den 5. maj gled Kikuzuki ned ad stranden på Gavutu og sank i Tulagi havn. Et totalhaveri (09°07′S 160°12′Ø / 9.117°S 160.200°Ø). Tama Maru kæntrede to dage senere. De øvrige beskadigede japanske skibe nåede til Rabaul og Kavieng hvor de blev repareret. Hagoromo Maru og Noshiro Maru #2 sluttede sig til Port Moresby invasionsgruppen. Den 10. maj mens Okinoshima deltog i det første japanske forsøg på at erobre øerne Ocean (Banaba) og Nauru i operation Operation RY, blev den sænket af ubåden USS SS-153 ud for New Ireland (05°06′S 153°48′Ø / 5.100°S 153.800°Ø). I alt 87 japanske søfolk døde under angrebene på Tulagi den 4. maj og 36 landgangstropper blev alvorligt såret.
Den forsvundne TBD besætning nåede til Guadalcanal efter at have drevet omkring på havet i tre dage. En katolsk førte dem til Martin Clemens som sørgede for at en båd sejlede dem til San Cristobal. Fra San Cristobal sejlede en anden båd dem til Ny Hebriderne og derfra sluttede de sig til igen til de amerikanske styrker.
Efter angrebene på Tulagi blev Yorktown genforenet med Lexington og de to hangarskibe kom i kmap med resten af de japanske styrker, der var involveret i operation Mo fra. 6.-8. maj i slaget i Koralhavet. Under slaget blev Lexington sænket og Yorktown beskadiget. Japanerne mistede Shōhō, et stort hangarskib blev alvorligt beskadiget og de led store tab blandt deres hangarskibsfly og flybesætninger. Da de var bange for flere ødelæggende angreb fra allierede landbaserede fly, og på grund af deres egne flytab ikke kunne sikre tilstrækkelig luftbeskyttelse, vendte udskød japanerne deres planlagte angreb på Port Moresby og vendte om med henblik på at komme tilbage på et senere tidspunkt. Dette tidspunkt indtraf imidlertid aldrig, især på grund af deres flådes nederlag i juni i slaget ved Midway. I stedet besluttede japanerne at erobre Port Moresby ved at angribe ad Kokodasporet, hvilket endte med at mislykkes. At det mislykkedes at erobre Port Moresby i maj 1942 skulle få betydelige og langtrækkende strategiske konsekvenser, hvor af mange involverede den lille japanske flådebase på Tulagi.
Trods de ødelæggende luftangreb på deres skibe og landsgangsstyrker, fortsatte japanerne med bygningen af deres flydeplanbase på Tulagi og Gavutu, og fik flere sendinger af tropper og bygningsarbejdere i de følgende måneder. Basen var snart klar til indsats med fly fra Yokohamaluftgruppen som gennemførte luftrekognoscering i hele det omkringliggende område fra 6. maj og fremad. Den 27. maj inspicerede japanerne Lunga Point området på Guadalcanal som en mulig placering for en stor flyveplads. Den 13. juni godkendte den japanske flådes generalstab bygningen af en flyveplads på stedet, og den 19. juni besøgte admiral Inoue stedet som forberedelse til byggeprojektet. Den følgende dag begyndte japanske tropper at rydde området for bevoksning, og den 6. jule landsatte 12 skibe 2.000 koreanske og japanske bygningsarbejdere samt 500 japanske marinekamptropper for at få rigtig gang i byggeriet. Kystobservatørerne på Guadalcanal observerede de japanske byggeaktiviteter. Allierede Catalinaer og Flyvende fæstninger fra Port Moresby, Efate, Noumea og Espiritu Santo bombarderede hyppigt de japanske baser på Guadalcanal, Tulagi og Gavutu i de næste måneder, men uden at forårsage større skader. Adskillige japanske flydeplaner og et allieret bombefly blev ødelagt i luftkampe under angrebene.
De allierede var stærkt bekymrede over japanernes byggeri af en flyveplads på Guadalcanal, fordi, når den var færdig, kunne fly fra pladsen udgøre en betydelig trussel mod allierede operationer mellem Australien, New Zealand og USA. De to strategiske sejre til de allierede i slagene i koralhavet og ved Midway gav dem anledning til at gribe initiativet og indlede en offensiv mod japanerne et sted i Stillehavet. En allieret plan om at angribe de sydlige Salomonøer blev udkastet af den amerikanske flådes øverstkommanderende admiral Ernest King. Han foreslog offensiven for at hindre japanerne i at bruge de sydlige Salomonøer til baser, der kunne true forsyningsruterne mellem USA og Australien og i stedet bruge dem som udgangspunkt for et felttog. Hans mål var at erobre eller neutralisere den store japanske base i Rabaul og samtidig støtte de allieredes felttog på Ny Guinea med det endelige mål at åbne vejen for at amerikanerne kunne generobre Filippinerne. Admiral Chester Nimitz—de allieredes øverstkommanderende i Stillehavet — dannede operationsområdet i det sydlige Stillehav med den amerikanske viceadmiral Robert L. Ghormley som chef—til at styre den allierede offensiv på Salomonøerne.
Det mislykkede forsøg på at erobre Port Moresby og nederlaget ved Midway betød at japanernes base på Tulagi ikke havde effektiv beskyttelse fra andre japanske baser. Tulagi lå fire timers flyvning fra Rabaul, som var den nærmeste japanske base. Den 7. august 1942 gik 11.000 amerikanske marinesoldater i land på Guadalcanal og 3.000 marinesoldater blev landsat på Tulagi og omliggende øer. De japanske tropper på Tulagi og de omkringliggende øer var kraftigt i undertal, og blev dræbt næsten til sidste mand i Slaget om Tulagi og Gavutu-Tanambogo mens de amerikanske marinesoldater på Guadalcanal erobrede flyvepladsen ved Lunga Point uden at møde større modstand. Således startede slaget om Guadalcanal som bestod af en række land- og søslag mellem allierede og japanske styrker, der blev udkæmpet i de følgende seks måneder – og som sammen med felttoget på Ny Guinea kom til at afslutte de japanske forsøg på at sikre kejserrigets sydflanke i Stillehavet.

## Eksterne kilder
- Australian War Memorial (AWM). "Battle of the Coral Sea". Encyclopedia. Arkiveret fra originalen 19. oktober 2006. Hentet 2006-11-20.
- Gillison, Douglas (1962). "Chapter 26 – Coral Sea and Midway". Volume I – Royal Australian Air Force, 1939–1942. Australia in the War of 1939–1945, Series 3: Air. Canberra: Australian War Memorial. Arkiveret fra originalen 14. oktober 2013. Hentet 2009-04-13.
- Hackett, Bob (1998-2005). "IJN Minelayer Okinoshima: Tabular Record of Movement". Combinedfleet.com. Hentet 2006-11-20. {{cite web}}: Ukendt parameter |coauthors= ignoreret (|author= foreslået) (hjælp)
- Hackett, Bob (1998-2006). "IJN Seaplane Tender KAMIKAWA MARU: Tabular Record of Movement". Combinedfleet.com. Hentet 2006-11-20. {{cite web}}: Ukendt parameter |coauthors= ignoreret (|author= foreslået) (hjælp)
- Hackett, Bob (1998-2005). "IJN Seaplane Tender KIYOKAWA MARU: Tabular Record of Movement". Combinedfleet.com. Hentet 2006-11-20. {{cite web}}: Ukendt parameter |coauthors= ignoreret (|author= foreslået) (hjælp)
- Naval Historical Center (2000). "Battle of the Coral Sea, 7–8 May 1942". Online Library of Selected Images: EVENTS – World War II in the Pacific. Arkiveret fra originalen 26. juni 2004. Hentet 2006-11-20.
- Nevitt, Allyn D. (1998). "IJN Kikuzuki: Tabular Record of Movement". Combinedfleet.com. Hentet 20. november 2006.
- Nevitt, Allyn D. (1998). "IJN Yuzuki: Tabular Record of Movement". Combinedfleet.com. Hentet 2006-11-20.
- Office of Naval Intelligence (1943). "The Battle of the Coral Sea". Combat Narrative. Publications Branch, Office of Naval Intelligence, United States Navy. Hentet 2006-11-20.
- Parker, Frederick D. "Part One: The Battle of the Coral Sea". A Priceless Advantage: U.S. Navy Communications Intelligence and the Battles of Coral Sea, Midway, and the Aleutians. National Security Agency, Central Security Service. Hentet 2006-11-20.
- United States Strategic Bombing Survey (Pacific) – Naval Analysis Division (1946). "Chapter 4: The Battle of the Coral Sea". The Campaigns of the Pacific War. United States Government Printing Office. Hentet 2006-11-20.
- Japanese Operations in the Southwest Pacific Area, Volume II – Part I. Reports of General MacArthur. United States Army Center of Military History. 1994. Arkiveret fra originalen 8. februar 2009. Hentet 2006-12-08.- Oversættelse af de officielle arkiver fra det japanske demobiliseringskontor med detaljer om den kejserlige japanske hær og flådes deltagelse i det sydvestlige stillehav under Stillehavskrigen.

## Yderligere læsning
- Hoyt, Edwin P. (2003). Blue Skies and Blood: The Battle of the Coral Sea. I Books. ISBN 0-7434-5835-4.
- Henry, Chris (2003). The Battle of the Coral Sea. Naval Institute Press. ISBN 1-59114-033-1.
- Lundstrom, John B. (2005 (New edition)). The First Team: Pacific Naval Air Combat from Pearl Harbor to Midway. Annapolis, Maryland: Naval Institute Press. ISBN 1-59114-471-X. {{cite book}}: Tjek datoværdier i: |year= (hjælp)